# 111 до н. е.

## Події

#### Римська республіка
- Місто Рим спустошено вогнем.

## Померли
- Публій Корнелій Сципіон Назіка Серапіон — політичний діяч Римської республіки, визначний красномовець свого часу. Помер на посаді консула.
- Клеопатра Трифена — дружина Антіоха VIII Гріпа, царя Сирії.